# ロバート・クリフトン・ウィーヴァー

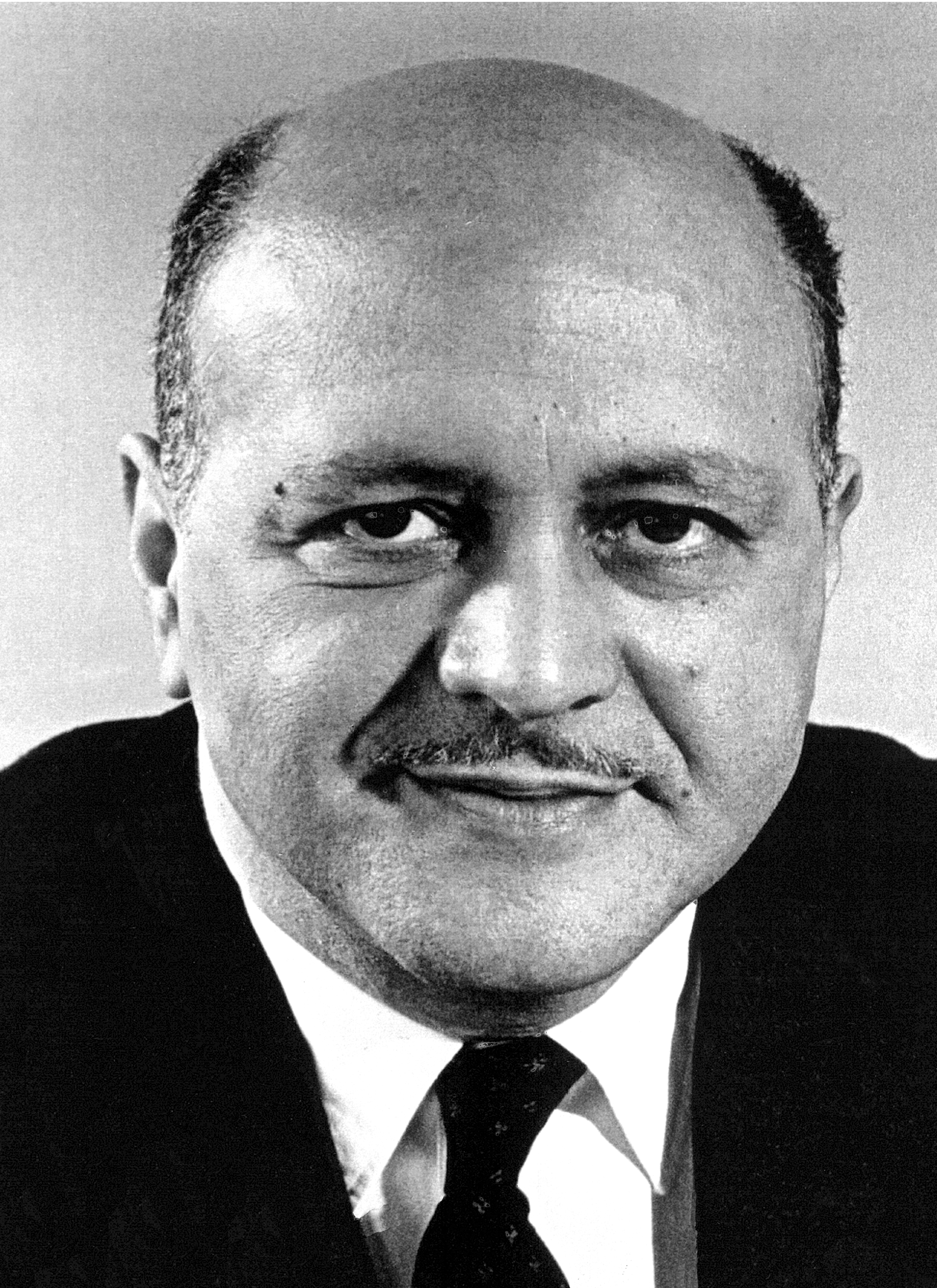
ロバート・クリフトン・ウィーヴァー

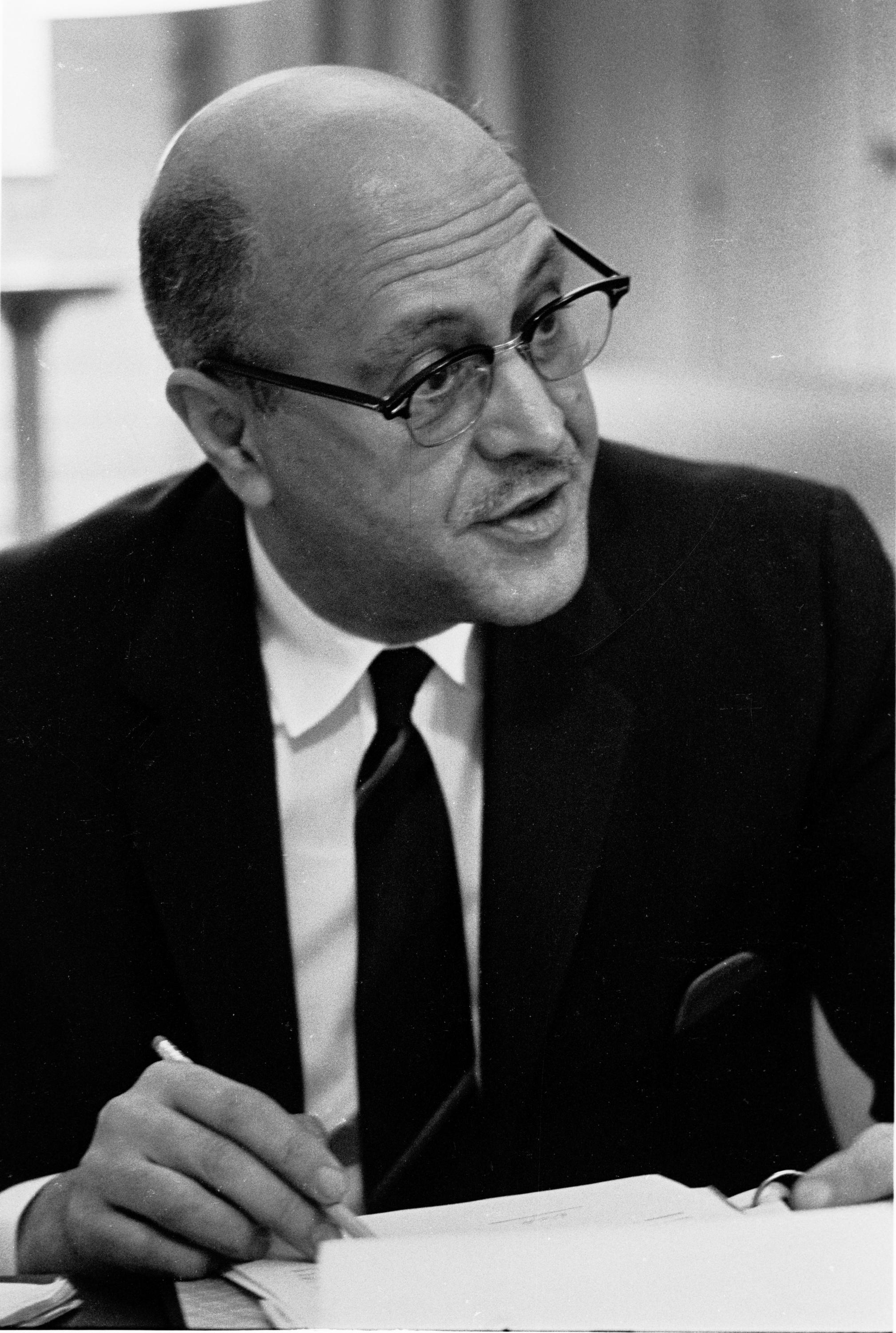
ロバート・クリフトン・ウィーヴァー

ロバート・クリフトン・ウィーヴァー（Robert Clifton Weaver, 1907年12月29日 - 1997年7月17日）は、アメリカ合衆国の政治家。リンドン・ジョンソン政権で初代住宅都市開発長官を務めた。アメリカ史上初めて閣僚級のポストに就いたアフリカ系アメリカ人である。

## 生い立ちと初期の経歴
ロバート・クリフトン・ウィーヴァーは1907年12月29日にワシントンD.C.において誕生した。ウィーヴァーはハーバード大学で学び、1934年に経済学の博士号を取得した。ウィーヴァーは1935年にエラ・V・ヘイスと結婚した。ウィーヴァーは妻エラとの間に子供を1人もうけた。ウィーヴァーは友愛会オメガ・プサイ・ファイの名誉会員となった。
ウィーヴァーは1933年に連邦政府職員となり、1940年代半ばまで政府諸機関で事務官・顧問役を務めた。ウィーヴァーは1933年から1937年まで内務省において内務長官の顧問役を務めた。1937年から1940年までは公共住宅機関の特別補佐官を務め、続いて1940年に国防諮問委員会の行政補佐官を務めた。
第二次世界大戦後、ウィーヴァーは複数の大学で教員を務めた。ウィーヴァーは1947年から1951年まで、ノースウェスタン大学、コロンビア大学、ニューヨーク大学で教授を務めた。またウィーヴァーは1949年から1955年まで、ジョン・ヘイ・ホイットニー財団で勤務した。1955年から1959年まではニューヨーク州賃貸管理官を務めた。1960年、ウィーヴァーはニューヨーク市住宅再開発公社の副長官を務めた。

## 住宅資金公団長官
1960年の大統領選挙でジョン・F・ケネディが当選すると、ケネディはウィーヴァーに対し、住宅資金公団長官への就任を要請した。ヴィーヴァーはこれを受諾し、翌1961年に着任した。ウィーヴァーはケネディ大統領が立ち上げた住宅都市開発省設立構想を支持した。ウィーヴァーはケネディ大統領に協力し、ケネディ大統領はヴィーヴァーに対して、住宅都市開発省の創設のためのあらゆる支援を施した。
ケネディ大統領は通常立法により住宅都市開発省の創設することを試みた。ウィーヴァーは法案の起草を支援した。だが共和党議員および南部民主党議員が猛烈に反対し、失敗に終わった。翌1962年、ケネディ大統領は組織再編成の権限を行使して、再び住宅都市開発省を創設することを試みた。しかしながらこれも、議会に反対により棄却され、失敗に終わった。ヴィーヴァーは1962年の高齢者住宅法についても支持し、積極的なロビー活動を行った。
1963年に大統領がリンドン・ジョンソンに交代した後も、ウィーヴァーは継続して住宅資金公団長官を任された。ウィーヴァーは住宅都市に関する省庁再編計画の草案を作成した。ウィーヴァーはまた、1965年に約78億ドルの住宅予算を作成した。ウィーヴァーは低所得家庭に対する賃貸料の援助増大や、公営住宅の拡大に取り組んだ。

## アメリカ合衆国住宅都市開発長官
1966年、住宅都市開発省が創設されると、リンドン・ジョンソン大統領はウィーヴァーを初代長官として選任した。ウィーヴァーはアメリカ建国史上初めて、黒人として閣僚ポストに就いた。

### 着任までの経緯
ケネディ大統領時代に立ち上がった住宅都市開発省の設立構想は、政権がジョンソン大統領に交替した後の1965年になってようやく承認された。その当時、初代長官としての最右翼にウィーヴァーの名前が挙げられてはいたが、明確な就任要請は取り付けられていなかった。ジョンソン大統領自身も、個人的にはウィーヴァーを初代長官の候補として考えていはいたが、ポストを内定するには至らなかった。ジョンソンは大統領はウィーヴァーを初代長官とすることの是非を巡って、全米黒人地位向上協会事務局長ロイ・ウィルキンズと論議を交わし、賛否双方の立場からウィーヴァーの適正について検討した。
ジョンソン大統領とウィルキンズ事務局長は、ウィーヴァーの着任は肯定的な注目を受けるであると予想した。ただしジョンソン大統領は、ウィーヴァーが政治的誤解を招きかねない人物であることも考慮していた。住宅都市開発省創設の議会投票の前、ジョンソン大統領がウィーヴァーについて「千の言葉を用いて罵ってやりたいほどの、バカ野郎だよ」と言及したところ、ウィーヴァーはその言葉通りのパフォーマンスを行った。またウィーヴァーは、住宅資金公団の長官として、少なくとも中産階級にとっては不利益とならない制度をつくるべきとの指針を示していた。住宅都市開発省の創設には貧困層の救済という名目があったため、ウィーヴァーは中産階級に対する考慮という観点なしには、住宅都市開発省の創設に協力することは難しいと示唆していた。しかしながら住宅都市開発省の創設の功労者であるウィーヴァーを初代長官として指名しなければ、ウィーヴァーが政治の犠牲者とされ、政府が非難される可能性があった。ウィーヴァーには少なくとも、何らかのポストを与える必要があった。ジョンソン大統領は、ウィーヴァーが就任指名を受け入れなかった際にも、別のポストを提供する意思があることを個人的に示した。
ジョンソン大統領は、住宅都市開発省の初代長官としてウィーヴァー以外の人物も検討し、あらゆる戦略を練った。だがその候補者の中に、黒人は含まれていなかった。ジョンソン大統領は、組織の長としての資質があるだけではなく、民衆に興奮を与えられる仕事をできる人物を望んでいた。候補者の1人は「黒人は自分の身の回りの世話をできるだろうが、私はそれ以上のことを黒人に与えられる」と述べた。ジョンソンは南部民主党員との関係を懸念し、そのような人物には見切りをつけた。ジョンソン大統領は有力な候補として、シカゴ市長リチャード・デイリーやロックフェラー兄弟財団会長ローレンス・ロックフェラーを挙げた。またシカゴノースウェスタン鉄道社長ベンジャミン・ハイネマンや国務省特別顧問バーン・バーナードを次官候補として挙げ、ウィーヴァー体制から段階的に権限を委譲させることも検討した。
最終的に、ジョンソン大統領は、ウィーヴァーが最良の初代長官候補であると結論付けた。ジョンソン大統領はウィーヴァーと1966年1月3日に簡単な会談を行った。そのときの様子について、後に黒人初の連邦最高裁判事となるサーグッド・マーシャルは、「彼（ウィーヴァー）は100パーセント信用できる」と言っていたと述べた。1966年1月5日、ジョンソン大統領は初代長官としてウィーヴァーを起用することの有用性について、大統領報道官ビル・モイヤーズから報告書を受け取った。そしてジョンソン大統領は、報告書の内容を鑑みた上で、住宅都市開発省の初代長官としてウィーヴァーを起用することを決断した。
ジョンソン大統領が受け取った報告書によると、ウィーヴァーは他のどの候補よりも精力的に仕事をしており、ほとんど不可能とも思える職務でさえ遂行していると書かれていた。そしてウィーヴァーは協調精神が強く、見た目よりも情熱的・刺激的で、より知性的であると記述されていた。ウィーヴァーはこの報告書を介して、ジョンソン大統領に強い印象を与えた。ジョンソン大統領はウィーヴァーを寛大で進歩的なアフリカ系アメリカ人であると確信し、ウィーヴァーに対して住宅都市開発長官への就任要請を出した。ウィーヴァーはこれを受諾した。そしてジョンソン大統領が報告書を受領してから10日後の1966年1月15日、ウィーヴァーは連邦上院の承認を獲得した。ウィーヴァーは1966年1月18日に初代住宅都市開発長官として着任した。

## 晩年
ウィーヴァーは1969年から1971年までバーナード・バルーク大学学長を務めた。ウィーヴァーは1971年から1978年ハンター大学で都市問題の教授を務めた。ウィーヴァーは1997年7月17日に死去した。
2000年、ウィーヴァーの功績を称えて、住宅都市開発省の本庁舎が「ロバート・C・ウィーヴァー連邦ビル」と改名された。当該庁舎は、1968年にウィーヴァーが落成式典を行ったビルであった。

## 著作物
ウィーヴァーは黒人問題や住宅都市問題に関する数多くの書籍を執筆した。主な書籍に、以下のものが挙げられる。
- Negro Labor: A National Problem (1946)
- The Negro Ghetto (1948)
- The Urban Complex: Human Values in Urban Life (1964)
- Dilemmas of Urban America (1965)